# Pristimantis nigrogriseus
Pristimantis nigrogriseus es una especie de anfibio anuro de la familia Craugastoridae.

## Distribución
Esta especie es endémica de Ecuador. Habita entre los 1150 y 2835 m de altitud en el lado amazónico de la Cordillera Oriental.

## Publicación original
- Andersson, 1945 : Batrachians from East Ecuador, collected 1937, 1938 by Wm. Clarke-Macintyre and Rolf Blomberg. Arkiv for Zoologi, vol. 37, p. 1-88.[5]